# 新西蘭副仙女魚
新西蘭副仙女魚，為輻鰭魚綱仙女魚目合齒魚亞目副仙女魚科的其中一種，分布於西南太平洋諾福克島海域，深度可達308公尺，體長可達25公分，為深海底棲性魚類，棲息在底層水域，生活習性不明。

## 擴展閱讀
維基物種上的相關：新西蘭副仙女魚